# 同庆镇
同庆镇，是中华人民共和国广东省茂名市化州市下辖的一个乡镇级行政单位。

## 行政区划
同庆镇下辖以下地区：
同庆社区、同庆村、塘吉村、山口村、石步村、谢白村、木岭村、三丫村、悦义村、宏道村、龙豆村、塘溪村、上良村、排塘村、长塘村、六塘村、丰告村和六坡村。